# Christian Klar
Christian Georg Alfred Klar (* 20. Mai 1952 in Freiburg im Breisgau) ist ein verurteilter deutscher Terrorist, der bei der Roten Armee Fraktion (RAF) aktiv war. Er gilt als eine der Schlüsselfiguren der zweiten Generation. Zwischen 1977 und 1982 war er an mehreren Anschlägen und Überfällen beteiligt, wurde 1982 verhaftet und in zwei Gerichtsverfahren wegen gemeinschaftlich verübten, neunfachen Mordes zu lebenslanger Freiheitsstrafe verurteilt.
Klars später abgelehntes Gnadengesuch sorgte 2007 für eine öffentliche Diskussion. Er wurde am 19. Dezember 2008 vorzeitig entlassen, nachdem der Strafrest zur Bewährung ausgesetzt worden war.

## Jugend
Klar stammt aus dem Bildungsbürgertum; seine Mutter war Gymnasiallehrerin für Physik und Mathematik in Karlsbad, sein Vater Alfred war Vizepräsident des Oberschulamtes Karlsruhe. Er ist der zweitälteste von fünf Geschwistern, darunter eine Schwester. Klar besuchte das Hans-Thoma-Gymnasium Lörrach und wechselte auf das Eichendorff-Gymnasium Ettlingen, an dem er 1972 das Abitur ablegte. Kurzzeitig studierte er Geschichte und Philosophie an der Ruprecht-Karls-Universität Heidelberg. Dort besuchte er u. a. ein Proseminar des Historikers Hartmut Soell. Über sein Studium reflektierte er später: „Ich bin ein paar Mal hingegangen, habe auch die Bibliothek benutzt, war aber desillusioniert von Nährwert und Zurichtung sozusagen.“ Zeitweilig war er Mitglied der FDP und der Jungdemokraten. 1973 verweigerte er den Wehrdienst mit der Begründung, er habe eine „zutiefst lebensbejahende Haltung“, wodurch ihn nichts veranlassen könne, „einen Menschen zu verletzen oder zu töten“.

## RAF-Aktivitäten und Verhaftung
1973 zog Christian Klar zusammen mit seiner Freundin Adelheid Schulz und Günter Sonnenberg in eine Wohngemeinschaft nach Karlsruhe, später zog auch Knut Folkerts dort ein. Am 30. Oktober 1974 nahm er, um gegen die Haftbedingungen gefangener RAF-Mitglieder zu protestieren, an der Besetzung des Hamburger Büros von Amnesty International durch das dortige Komitee gegen Folter teil, einem „Talentschuppen“ der RAF. Von den beteiligten 32 Personen ging eine Reihe in den Untergrund und schloss sich der zweiten Generation der RAF an, darunter auch Klar, der spätestens im Herbst 1976 Mitglied wurde. Die erste nachweisbare Verbindung Klars zur RAF waren vier Waffen, die er gemeinsam mit Siegfried Haag und Roland Mayer am 27. Oktober 1976 im Aostatal beschaffte und von denen eine später bei der Schleyer-Entführung benutzt wurde. Er gilt neben Brigitte Mohnhaupt und Peter-Jürgen Boock als eine der „Schlüsselfiguren“ der zweiten RAF-Generation; laut Stefan Aust bildete Klar ab 1979 mit Mohnhaupt die „Doppelspitze“ der RAF. Für Butz Peters war Klar ein „eiskalter Macher“: „Immer die nächste ‚Aktion‘ im Sinn.“ Der Historiker Tobias Wunschik bezeichnet Klar als „Macher“ mit Schwächen in der Ausführung; sein „wenig ausgeprägter ideologischer Hintergrund“ sei mit dafür verantwortlich, dass er nur in Abwesenheit Mohnhaupts in der Gruppenhierarchie herausragte.
Am 5. Januar 1977 wurden er und Günter Sonnenberg beim Überschreiten der Grenze zur Schweiz bei Riehen kontrolliert. Darauf kam es zu einer Schießerei, bei der ein Grenzwächter schwer verletzt wurde. Den beiden Männern gelang darauf die Flucht.
Wenige Stunden nach der Ermordung des Generalbundesanwalts Siegfried Buback benannten die Ermittler Klar am 7. April 1977 als mutmaßlichen Mittäter; kurz darauf wurde öffentlich nach ihm gefahndet. Im Jahr 1977 ging es der RAF-Führung laut Klar darum, „den revolutionären Prozess in Gang zu setzen“ (Offensive 77); nach dem Deutschen Herbst und der Todesnacht von Stammheim wurde die Strategie geändert hin zu einer Integration „militärischer“ mit politischen Kämpfen, die durch die Verhaftung und Tode der meisten Mitglieder der zweiten RAF-Generation in den nächsten Jahren nicht zur Ausführung kam. Klar war an den meisten Anschlägen und Überfällen der RAF zwischen 1977 und 1982 beteiligt (zu Einzelheiten siehe das Gerichtsverfahren). Seine Tatbeiträge sind vor allem deshalb weitgehend geklärt, weil er eine Reihe von Fingerabdrücken hinterließ und einige RAF-Aussteiger in der DDR nach ihrer Enttarnung 1990 umfassende Aussagen machten. Nach einer Tuberkulose-Erkrankung 1979 erholte sich Klar im Südjemen und in der DDR. Zusammen mit Wolfgang Beer handelte Klar die von Inge Viett angebahnte Aufnahme von RAF-Aussteigern in der DDR im Juli 1980 mit einem MfS-Offizier in Königs Wusterhausen aus. In mehrwöchigen DDR-Aufenthalten wurde Klar Anfang der 1980er Jahre mit anderen RAF-Mitgliedern militärisch geschult, unter anderem durch Schießübungen, in Sprengstofftechnik und in der Bedienung der Panzerfaust RPG-7.
Nach mehreren erfolglosen Festnahmeversuchen verhaftete die Polizei Klar am 16. November 1982 bei Friedrichsruh im Sachsenwald bei Hamburg, wo sich ein Waffendepot der RAF befand (Codename „Daphne“). Am 18. November 1982 wurde der Zugriff mit Ortsskizze auf der Schleswig-Holsteinischen Landespressekonferenz präsentiert. Das BKA hatte, nachdem im Oktober 1982 Brigitte Mohnhaupt und Adelheid Schulz an einem RAF-Erddepot bei Frankfurt am Main festgenommen worden waren, öffentlich erklärt, Hinweise lediglich auf RAF-Erdverstecke im Raum Rhein-Main-Neckar zu haben, um den Eindruck zu erwecken, das Depot bei Hamburg sei unbekannt. Klar war der „letzte Kopf“ (so Butz Peters) der 38 RAF-Angehörigen der zweiten Generation, der in Haft kam. Der frühere Leiter des Bundeskriminalamts Horst Herold gab daraufhin die Einschätzung ab, „die alte RAF“ sei mit Klars Festnahme „zu Ende gegangen“.

## Gerichtsverfahren
Die Hauptverhandlung gegen Klar beim Staatsschutzsenat des Oberlandesgerichts Stuttgart – angeklagt gemeinsam mit Brigitte Mohnhaupt – begann im Februar 1984. Der Antrag der Verteidigung vom 13. Dezember 1984, das Verfahren aus rechtlichen Gründen einzustellen, war erfolglos. Auf das Vorbringen, die Angeklagten unterlägen als Kombattanten sowohl dem völkerrechtlichen Kombattantenprivileg als auch strafrechtlicher Immunität, ging das Gericht nicht ein und beschloss, die Hauptverhandlung fortzusetzen. Der Senat kam in seinem Urteil vom 2. April 1985 zu der Überzeugung, dass Klar die folgenden Taten in Mittäterschaft begangen hatte:
- 5. Januar 1977 – Versuchter Mord an einem schweizerischen Grenzbeamten in Riehen und einem Autofahrer, dessen Fahrzeug er raubte
- 7. April 1977 – Mord an Generalbundesanwalt Siegfried Buback, seinem Fahrer und dem Leiter der Fahrbereitschaft der Bundesanwaltschaft, der sich zufällig ebenfalls im Auto befand
- 30. Juli 1977 – Mord an Jürgen Ponto, Vorstandssprecher der Dresdner Bank
- 25. August 1977 – Versuchter Raketenanschlag auf das Gebäude der Bundesanwaltschaft
- 5. September 1977 – Entführung von Arbeitgeberpräsident Hanns Martin Schleyer, Ermordung seines Fahrers und seiner drei Leibwächter
- 18. Oktober 1977 – Ermordung Hanns Martin Schleyers
- 15. September 1981 – Anschlag mit einer Panzerfaust auf den Oberkommandierenden der US-Streitkräfte in Europa, Frederick J. Kroesen, seine Frau, seinen Fahrer und einen Begleiter

Der Senat sah folgende Straftatbestände erfüllt: Neunfacher vollendeter und elffacher versuchter Mord, begangen teilweise in Tateinheit mit vollendeter und versuchter Geiselnahme, erpresserischer Menschenraub, Herbeiführen einer Sprengstoffexplosion, versuchte Nötigung von Verfassungsorganen und Mitgliedschaft in einer terroristischen Vereinigung. Klar wurde zu einer fünffachen lebenslangen Freiheitsstrafe und zusätzlich 15 Jahren zeitiger Strafe verurteilt, was nach der bestehenden Rechtslage eine Mindesthaftzeit von 82,5 Jahren bedeutet hätte (vgl. § 57a StGB). Nachdem das 23. Strafrechtsänderungsgesetz vom 13. April 1986 die Bildung einer Gesamtstrafe auch für lebenslange Freiheitsstrafen eingeführt hatte, änderte der Bundesgerichtshof in seiner Revisionsentscheidung vom 16. Juli 1986 das Urteil gegen Klar auf eine einfache lebenslange Freiheitsstrafe, die sämtliche Taten umfasst (§ 54 Absatz 1 Satz 1 in Verbindung mit § 55 StGB).
1992 kam es nach belastenden Aussagen von RAF-Aussteigern in der DDR zu einem weiteren Prozess gegen Christian Klar und Peter-Jürgen Boock vor dem Oberlandesgericht Stuttgart. Dieses sah es als erwiesen an, dass Klar an einem Banküberfall in Zürich am 19. November 1979 beteiligt gewesen war und im Anschluss daran in der Einkaufsunterführung Shopville Schüsse auf Polizisten und Passanten „in Tötungsabsicht“ abgegeben hatte. Am 3. November 1992 wurde Klar für diese Taten und für die 1985 abgeurteilten durch nachträgliche Bildung einer Gesamtstrafe wiederum zu lebenslanger Freiheitsstrafe verurteilt. In diesem Urteil wurde die „besondere Schwere der Schuld“ Klars festgestellt, die eine vorzeitige Haftentlassung verzögert und erschwert. Diese war im Urteil von 1985 noch nicht enthalten gewesen, da die Entscheidung darüber nach der alten Rechtslage nicht den erkennenden Schwurgerichten, sondern den Strafvollstreckungskammern oblag. Als nach Urteil des Bundesverfassungsgerichts vom 3. Juni 1992 diese Zuständigkeit auf die erkennenden Gerichte übertragen worden war, konnte das Oberlandesgericht diese Feststellung treffen.
Das erneute Strafverfahren gegen den bereits zu lebenslanger Freiheitsstrafe verurteilten Klar wurden von einzelnen Publizisten kritisiert („Overkill“, so das DKP-Mitglied Georg Fülberth), zumal die Bundesanwaltschaft dadurch die Kinkel-Initiative für eine Annäherung zwischen Staat und RAF unterminiert habe.
Nach der Feststellung der besonderen Schwere der Schuld legt die Strafvollstreckungskammer eine die üblichen 15 Jahre überschreitende Mindesthaftzeit fest (§ 57a Abs. 1 Nr. 1 und 2, § 57b StGB). Das Oberlandesgericht Stuttgart entschied am 13. Februar 1998, dass die Mindestverbüßungsdauer im Fall Klars 26 Jahre beträgt.

## Haft
Klar war ab dem 16. November 1982 inhaftiert, zunächst in der Justizvollzugsanstalt Stuttgart, in der er weitgehend ohne Kontaktmöglichkeiten mit anderen RAF-Mitgliedern blieb. Eva Haule übernahm in der ersten Zeit Klars Haftbetreuung, bis sie kurz nach Beginn der Hauptverhandlung gegen Klar im Februar 1984 untertauchte. Er wurde nach einem Hungerstreik 1989 in die Justizvollzugsanstalt Bruchsal verlegt, in der er sich vom 10. November 1989 bis zu seiner Haftentlassung 2008 aufhielt. Als sich die RAF in der Frage, ob auf Gesprächsangebote des Staates eingegangen werden solle, 1992/93 in zwei verfeindete Lager spaltete, stand Klar wie auch Mohnhaupt für die Seite der Hardliner. Als Teil der RAF-Gefangenen reklamiert er für sich „einen wichtigen Beitrag“ zur 1998 erfolgten Auflösung der Organisation; die Debatte habe „Fahrt bekommen nach 1995“.

### Kontroverse um eine vorzeitige Entlassung
Es gab wiederholt öffentliche Kontroversen darüber, ob Klar vorzeitig aus der Haft entlassen werden solle. Am 22. November 2001 führte Günter Gaus mit Klar ein im Folgemonat im ORB-Fernsehen ausgestrahltes Gespräch, das als „eines der denkwürdigsten Interviews der deutschen Fernsehgeschichte“ bezeichnet worden ist. Anschließend ermutigte Gaus, den Klars Zustand „tief verstört“ hatte, seinen Gesprächspartner, ein Gnadengesuch zu stellen. In dem Interview erklärte Klar, gefragt zum Thema „Schuldbewusstsein und Reuegefühle“:
„In dem politischen Raum, vor dem Hintergrund von unserem Kampf sind das keine Begriffe.“
„Aber es könnten persönlich doch Begriffe sein, die Bedeutung haben, wegen der Opfer? […]“
„Ich überlasse der anderen Seite ihre Gefühle und respektiere die Gefühle, aber ich mache sie mir nicht zu eigen. Das sitzt zu tief drin, dass gerade hier in den reichen Ländern zu viele Menschenleben nichts zählen. Vor der Trauer müsste sich sehr viel ändern. Belgrad wird bombardiert. […] In vielen Ländern werden Verhältnisse hergestellt, wo ein Menschenleben nicht mal einen Namen hat.“
Als Klar 2003 ein Gnadengesuch an den damaligen Bundespräsidenten Johannes Rau stellte, schrieb er jedoch: „Selbstverständlich muss ich eine Schuld anerkennen. Ich verstehe die Gefühle der Opfer und bedauere das Leid dieser Menschen.“ Das Gnadengesuch ging auch auf die Bemühungen Rolf Beckers, der von 2003 bis 2006 ehrenamtlicher Betreuer Klars war, zurück. 2003 hatte Becker beim Intendanten Claus Peymann um einen Praktikumsplatz für Klar gebeten; dieser bot ihm 2005 einen Ausbildungsplatz als Bühnentechniker am Berliner Ensemble an. Die dafür notwendige Verlegung nach Berlin und der Status als Freigänger wurden ihm zunächst nicht bewilligt.
Im Januar 2007 entwickelte sich das Gnadengesuch Klars zum Gegenstand einer lebhaften Debatte, in der sich neben Michael Buback, dem Sohn des RAF-Opfers Siegfried Buback, der ehemalige Bundesinnenminister Gerhart Baum (FDP) und der Regisseur Volker Schlöndorff für eine mögliche Haftentlassung Klars einsetzten. Dagegen sprachen sich neben Waltrude Schleyer, der Witwe Hanns Martin Schleyers, Guido Westerwelle, Günther Beckstein und Markus Söder aus. Kritisiert wurde, dass Klar keine Signale gebe, die ein Entgegenkommen des Staates rechtfertigen könnten, etwa ein öffentliches Reue- und Schuldbekenntnis oder Aussagen zu unaufgeklärten Morden. Am 28. Januar 2007 votierten 91 Prozent der Zuschauer von Sabine Christiansen in der Sendung „Gnade für Gnadenlose?“ gegen eine vorzeitige Haftentlassung Klars. Eine auf der Rosa-Luxemburg-Konferenz am 13. Januar 2007 verlesene kapitalismuskritische Grußbotschaft Klars erhielt öffentliche Beachtung, als am 26. Februar 2007 das ARD-Fernsehmagazin Report Mainz darüber auszugsweise berichtete. Erneut wurde über eine Begnadigung, aber auch über Klars Recht auf freie Meinungsäußerung diskutiert. Der baden-württembergische Justizminister Ulrich Goll (FDP) gab am 28. Februar 2007 bekannt, dass Klar vorerst keine Haftlockerungen erhalte. Am 7. Mai 2007 lehnte Bundespräsident Horst Köhler Klars Gnadengesuch ab, nachdem er am 4. Mai an einem geheimen Ort in Süddeutschland ein Gespräch mit Klar geführt hatte.
Nach Ablehnung des Gnadengesuches bemühte sich Klar um eine Aussetzung des Strafrestes zur Bewährung (§ 57a StGB) nach Ablauf der Mindestverbüßungszeit von 26 Jahren. Dafür ist eine günstige Sozialprognose notwendig (§ 57 Abs. 1 Nr. 2 StGB), die üblicherweise vorangegangene Hafterleichterungen voraussetzt. Eine solche Hafterleichterung gewährte Klar, nachdem seit Ende 2004 geplante Vollzugslockerungen bis dahin am Widerstand des baden-württembergischen Justizministeriums gescheitert waren, am 24. April 2007 das Landgericht Karlsruhe. Die Hafterleichterungen wurden zeitweilig aufgehoben, als der Bundesgerichtshof Anfang 2008 Beugehaft für Klar anordnete, um Einzelheiten der Ermordung Siegfried Bubacks zu erfahren.
Am 24. November 2008 legte das Oberlandesgericht Stuttgart fest, dass Klar am 3. Januar 2009 – mit Ablauf der Mindestverbüßungsdauer – freizulassen war. Daraufhin setzte die mediale Debatte wieder ein. Es wurde kritisiert, dass Klar keine hinreichende Reue gezeigt, für seine Taten nicht um Verzeihung gebeten und keine Informationen über die verübten Anschläge preisgegeben habe, was aber rechtlich keine Voraussetzungen für eine vorzeitige Entlassung aus der Haft sind. Klar hatte sich bereits 1997 von Gewalttaten losgesagt: „An die Wiederbelebung einer Strategie des bewaffneten Kampfes denke ich nicht.“ 2007 bekräftigte er, „ein legales Leben führen“ zu wollen: „Die politische Geschichte ist abgeschlossen“. Der Kriminologe Helmut Kury, der ein Gutachten über Klar erstellte, kam zum Ergebnis, dass spätestens seit der Auflösungserklärung der RAF 1998 keine Gefahr mehr von ihm ausgehe; er habe sich in der Haft unauffällig und jahrelang kooperativ gezeigt. Nach Ansicht des Oberlandesgerichts bestand bei Klar keine Rückfallgefahr; es wurde eine Bewährungszeit von fünf Jahren festgesetzt. Aus Protest gegen die Haftentlassung gab Jürgen Vietor, Copilot während der Entführung des Flugzeugs „Landshut“ durch ein palästinensisches Terrorkommando 1977, sein Bundesverdienstkreuz zurück, da Klars Freilassung „alle Opfer der RAF, seien sie tot oder noch am Leben“, verhöhne.
Die Diskussion wurde „ausgesprochen emotional und polarisierend“ geführt. Gudrun Ensslins Sohn Felix erklärte die Schärfe der Auseinandersetzung 2007 damit, dass die Gnade – wie auch der Terror – das Rechtsempfinden empöre. Die Publizistin Carolin Emcke, Patentochter des RAF-Opfers Alfred Herrhausen, sprach 2008 rückblickend von einer „hysterischen Skandalisierung“ der Debatte, in der die „alten Reflexe“ wieder hervorgetreten seien; „ein abscheuliches Schauspiel, angeregt und inszeniert vom Boulevard“, das auch durch „die eilfertigen Helfer [Klars] in jeder Talkshow“ angeheizt worden sei. Klar selbst habe „verschlossen und verhärtet“ gewirkt – „nichts an dieser Figur lädt ein, sie begreifen zu wollen.“ Die Zeithistorikerin Gisela Diewald-Kerkmann resümierte 2012 – im Anschluss an Heribert Prantl –, dass die 2007 und 2009 zu Klar geführte Diskussion die Argumentationslinien um eine Freilassung Brigitte Mohnhaupts 2003 aufgegriffen und sich vom konkreten Fall zunehmend gelöst habe: Die „RAF als Ganzes“ und das Verhältnis der Gesellschaft zu ihr seien schließlich in den Mittelpunkt gerückt.
Die Debatte arbeitete Bernhard Schlink in seinem Anfang 2008 erschienenen Roman Das Wochenende auf, der die Begegnung eines begnadigten früheren RAF-Terroristen nach seiner Haftentlassung mit seinem Unterstützerkreis schildert und dabei die Romanfiguren Standpunkte der realen Debatte in einer kontroversen Rückschau auf ein Terroristenleben einnehmen lässt. Die Hauptfigur ist Christian Klar „unverkennbar“ nachempfunden.

### Debatte um die Täterschaft im Mordfall Buback
In einem Interview mit dem Spiegel im April 2007 gab das frühere RAF-Mitglied Peter-Jürgen Boock an, nach seinen Informationen scheide Christian Klar als „unmittelbar Beteiligter“ an der Ermordung Siegfried Bubacks und seiner Begleiter aus. Er bestätigte die Aussage der ehemaligen RAF-Angehörigen Verena Becker gegenüber dem Verfassungsschutz, dass Stefan Wisniewski vom Soziussitz eines Motorrads die tödlichen Schüsse auf den Generalbundesanwalt abgegeben habe. Der Sohn des Getöteten, Michael Buback, wies auf seiner Meinung nach unzureichend ausgewertete Zeugenaussagen hin, die auf eine Frau als Mörderin seines Vaters hingewiesen hätten. Kurz nach den Buback-Morden war Verena Becker, zusammen mit Günter Sonnenberg, im Mai 1977 festgenommen und bei ihr die Tatwaffe sichergestellt worden. Im folgenden Prozess gegen Verena Becker wurde Christian Klar als Zeuge geladen. Er sollte während seiner Haft Becker als Täterin bezeichnet haben, verweigerte aber im September 2011 die Aussage; Becker konnte die Täterschaft nicht nachgewiesen werden; sie wurde aber wegen Beihilfe zum Buback-Attentat verurteilt.

## Freilassung und spätere Tätigkeit
Am 19. Dezember 2008 wurde Christian Klar auf Bewährung entlassen. Die Entlassung erfolgte vor dem festgesetzten Termin, da sich Klar in der Haft Freistellungstage erarbeitet hatte, die ihm angerechnet wurden.
2011 wohnte er in Berlin und arbeitete als Kraftfahrer. 2013 wurde Klar auf Einladung des Intendanten Claus Peymann am Berliner Ensemble ein Praktikum als Bühnentechniker angeboten, das er aber nicht wahrnahm. Am 18. Februar 2016 wurde bekannt, dass Diether Dehm, Bundestagsabgeordneter der Partei Die Linke, Christian Klar seit mehreren Jahren als freien Mitarbeiter für die technische Betreuung seiner Abgeordnetenwebsite beschäftigte, was zu Kritik aus der Unionsfraktion führte, während Politiker der Linkspartei die Beschäftigung Klars verteidigten. Der Sachverhalt wurde bekannt, als Dehms Antrag auf einen Hausausweis des Bundestags für Klar abgelehnt wurde.
Klar nahm im Mai 2017 mit Eva Haule an der Beerdigung des früheren DDR-Verteidigungsministers Heinz Keßler teil. Der Politikwissenschaftler Klaus Schroeder deutete das als Bestätigung ihrer Ablehnung der Bundesrepublik; sie sähen sich wie Keßler als Teil einer „marxistisch-leninistischen Avantgarde“ und als „politische Opfer“.